# Nhà nước Hồi giáo chuyển tiếp Afghanistan
Nhà nước Hồi giáo chuyển tiếp Afghanistan (TISA), còn được gọi là Cơ quan chuyển tiếp Afghanistan, là tên của một chính quyền tạm thời của Afghanistan do quốc hội Afghanistan đặt ra vào tháng 6 năm 2002. Chính phủ này thay thế Nhà nước Hồi giáo Afghanistan trước đó và được kế tục bởi Cộng hòa Hồi giáo Afghanistan.

## Bối cảnh
Sau cuộc xâm lược Afghanistan, một hội nghị do Liên Hợp Quốc bảo trợ các nhà lãnh đạo Afghanistan tại Bonn, Đức, đã dẫn đến việc bổ nhiệm Chính quyền lâm thời Afghanistan dưới sự chủ trì của Hamid Karzai. Tuy nhiên, chính quyền lâm thời này, không mang tính đại diện rộng rãi, đã được lên kế hoạch chỉ kéo dài trong sáu tháng, trước khi được thay thế bởi chính quyền chuyển tiếp. Việc chuyển sang giai đoạn thứ hai này sẽ yêu cầu triệu tập một "đại hội đồng" truyền thống của Afghanistan, được gọi là Loya Jirga. Tình trạng khẩn cấp này Loya Jirga đã bầu ra một nguyên thủ quốc gia mới và bổ nhiệm chính quyền chuyển tiếp, theo đó, sẽ điều hành đất nước trong tối đa hai năm nữa cho đến khi một "chính phủ đại diện hoàn toàn" có thể được bầu thông qua các cuộc bầu cử tự do và công bằng.

## Kết quả

### Bầu cử lựa chọn chính quyền
Điều quan trọng nhất mà Loya Jirga phải làm là chọn một tổng thống cho chính quyền chuyển tiếp, người sẽ lãnh đạo đất nước cho đến cuộc bầu cử tổng thống chính thức vào năm 2004. Ban đầu, có hai ứng cử viên đã tuyên bố tranh cử: cựu tổng thống Afghanistan đồng thời là lãnh đạo liên minh miền bắc Burhanuddin Rabbani và chủ tịch chính quyền lâm thời Afghanistan Hamid Karzai do Mỹ hậu thuẫn. Karzai cũng được hỗ trợ bởi Abdullah Abdullah và Mohammad Fahim, hai nhà lãnh đạo quan trọng của liên minh miền bắc. Một ứng cử viên thứ ba có thể là Zahir Shah, cựu hoàng của Afghanistan cho đến năm 1973. Ông đã có nhiều năm sống ở Rome nhưng đã trở về Afghanistan sau khi chế độ Taliban sụp đổ. Ngay tại Hội nghị Bonn, nơi thành lập chính quyền lâm thời, có một nhóm ủng hộ Zahir Shah, được gọi là nhóm Rome, những người muốn đưa cựu vương lên nắm giữ vị trí nguyên thủ quốc gia.
Khi đến Kabul, hơn 800 đại biểu đã ký một bản kiến nghị thúc giục việc đề cử Zahir Shah làm nguyên thủ quốc gia, nếu chỉ với tư cách bù nhìn. Trước những suy đoán, mà bản kiến nghị đã làm dấy lên, các đại diện của Hoa Kỳ và Liên Hợp Quốc đã thúc ép cựu quốc vương rút lui. Việc khởi động Loya Jirga đã bị trì hoãn từ ngày 10 đến ngày 11 tháng 6 vì "các vấn đề hậu cần và chuẩn bị." Vào ngày 10 tháng 6, đại diện thân Mỹ là Zalmay Khalilzad đã có một cuộc họp báo, trong đó ông tuyên bố rằng Zahir Shah không phải là ứng cử viên. Cùng ngày, trong một cuộc họp báo của Zahir Shah, cựu vương xác nhận điều này và nói "Tôi không có ý định khôi phục chế độ quân chủ. Tôi không phải là ứng cử viên cho bất kỳ vị trí nào trong Loya Jirga." Hamid Karzai, người đã ngồi bên cạnh Zahir Shah tại cuộc họp báo đã gọi Zahir Shah là "cha đẻ của dân tộc" và cảm ơn ông vì "sự tin tưởng mà bệ hạ đã đặt vào tôi." Ngày hôm sau, cựu tổng thống Burhanuddin Rabbani đã rút lại quyết định ứng cử nguyên thủ quốc gia, ủng hộ Hamid Karzai "vì lợi ích thống nhất quốc gia".
Vì vậy, Karzai sẽ nghiễm nhiên tham gia cuộc đua giành vị trí đứng đầu chính phủ mà không phải cạnh tranh với đối thủ khác, nhưng hai ứng cử viên khác đã xuất hiện. Để có mặt trong lá phiếu tại Loya Jirga, một ứng cử viên đã phải đủ 150 chữ ký cho việc ứng cử của mình. Glam Fareq Majidi chỉ thu thập được 101 chữ ký nên bị loại. Cựu chiến binh Mujahideen, Mohammed Asef Mohsoni đã đệ trình một danh sách với 1.050 cái tên cho Karzai và cả Masooda Jalal, một nữ bác sĩ làm việc với Chương trình Lương thực Thế giới, và Mahfoz Nadai, một sĩ quan quân đội Uzbekistan, nhà thơ và một thứ trưởng chính phủ đã thu thập đủ chữ ký để được có tên trên lá phiếu.
Cuộc bầu cử tổng thống của chính quyền chuyển tiếp được tổ chức bằng cách bỏ phiếu kín vào ngày 13 tháng 6 năm 2002 - với các bức ảnh đen trắng của các ứng cử viên liền kề với tên của họ. Hamid Karzai được chọn với tỷ lệ áp đảo 83% và giữ chức tổng thống.
Kết quả bầu cử tổng thống cho chính quyền chuyển tiếp được tổ chức bởi Loya Jirga
| Các ứng cử viên | Số phiếu | %    |
| --------------- | -------- | ---- |
| Hamid Karzai    | 1,295    | 83%  |
| Masooda Jalal   | 171      | 11%  |
| Mahfoz Nadai    | 89       | 6%   |
| Tổng cộng       | 1555     | 100% |

### Sự xuất hiện nhiều hơn của người Pashtun
Chính phủ lâm thời phần lớn do các lãnh chúa Tajik từ liên minh miền bắc thống trị, vì vậy đa số người Pashtun muốn chính quyền chuyển tiếp sau phải có tính đại diện hơn. Trong chính quyền ban đầu, 9 trong số 29 bộ trưởng là người gốc Pashtun, trong chính quyền mới có 13 bộ trưởng Pashtun trong số 30 bộ trưởng. Phần còn lại của chính quyền gồm 7 người Tajik, 3 người Uzbek, 2 người Hazara, 2 người Shiite, và 1 người Turkmen.

### Vấn đề phụ nữ
Cũng có tranh cãi xung quanh vị trí bộ trưởng phụ nữ: Bộ trưởng phụ nữ lâm thời Sima Samar đã rất thẳng thắn và cô ấy đã bị đe dọa và tòa án tối cao đã đệ đơn khiếu nại ở đây, người cuối cùng đã quyết định không buộc tội cô ấy với tội phạm thượng. Bởi vì tại quốc hội, Samar không có trong danh sách nên ban đầu không có bộ trưởng nào được bổ nhiệm phụ trách các vấn đề của phụ nữ. Karzai sau đó đã bổ nhiệm chính phủ Mahbuba Huquqmal làm đại diện nhà nước trong Bộ các vấn đề phụ nữ và sau đó Habiba Sarabi làm "Bộ trưởng chính thức về các vấn đề phụ nữ".

### Vụ ám sát Abdul Qadir
Phó tổng thống người Pashtun là Abdul Qadir, một trong số ít chỉ huy liên minh miền bắc có nguồn gốc sắc tộc Pashtun. Vào ngày 6 tháng 7 năm 2002, Qadir và con rể của ông đã bị giết bởi các tay súng trong một cuộc tấn công bất ngờ mà không rõ động cơ. Năm 2004, một người đàn ông bị kết án tử hình và hai người khác bị kết án tù vì tội giết người.